# Grive de Menden
Geokichla mendeni
Espèce
Synonymes
- Zoothera mendeni

Statut de conservation UICN

 NT  : Quasi menacé
La Grive de Menden (Geokichla mendeni) est une espèce de passereaux de la famille des Turdidae. Elle est parfois considérée comme une sous-espèce de la Grive à dos roux.

## Répartition
Elle est endémique aux îles de Célèbes, Buton et Kabaena en Indonésie.